# Ipnavik River
Der Ipnavik River ist ein rund 110 Kilometer langer rechter Nebenfluss des Colville River im Norden des US-Bundesstaats Alaska. 

## Verlauf
Seine Quelle liegt an der Nordflanke der Brookskette. Er fließt in nordöstlicher Richtung und mündet 80 Kilometer nordnordöstlich des Howard Passes in den Colville River, der durch die North Slope zum Arktischen Ozean fließt. Der Ipnavik River ist einer von vielen Flüssen und Bächen, die den Colville River von der Brookskette nördlich der kontinentalen Wasserscheide her speisen.

## Name
Der Name des Flusses wurde erstmals 1925 von Gerald Fitzgerald vom United States Geological Survey als „Ipnavak“ dokumentiert und bedeutet in der Sprache der Ureinwohner Alaskas so viel wie „Ort, an dem junge Dall-Schafe aufwachsen“.